# Feuille de palmier

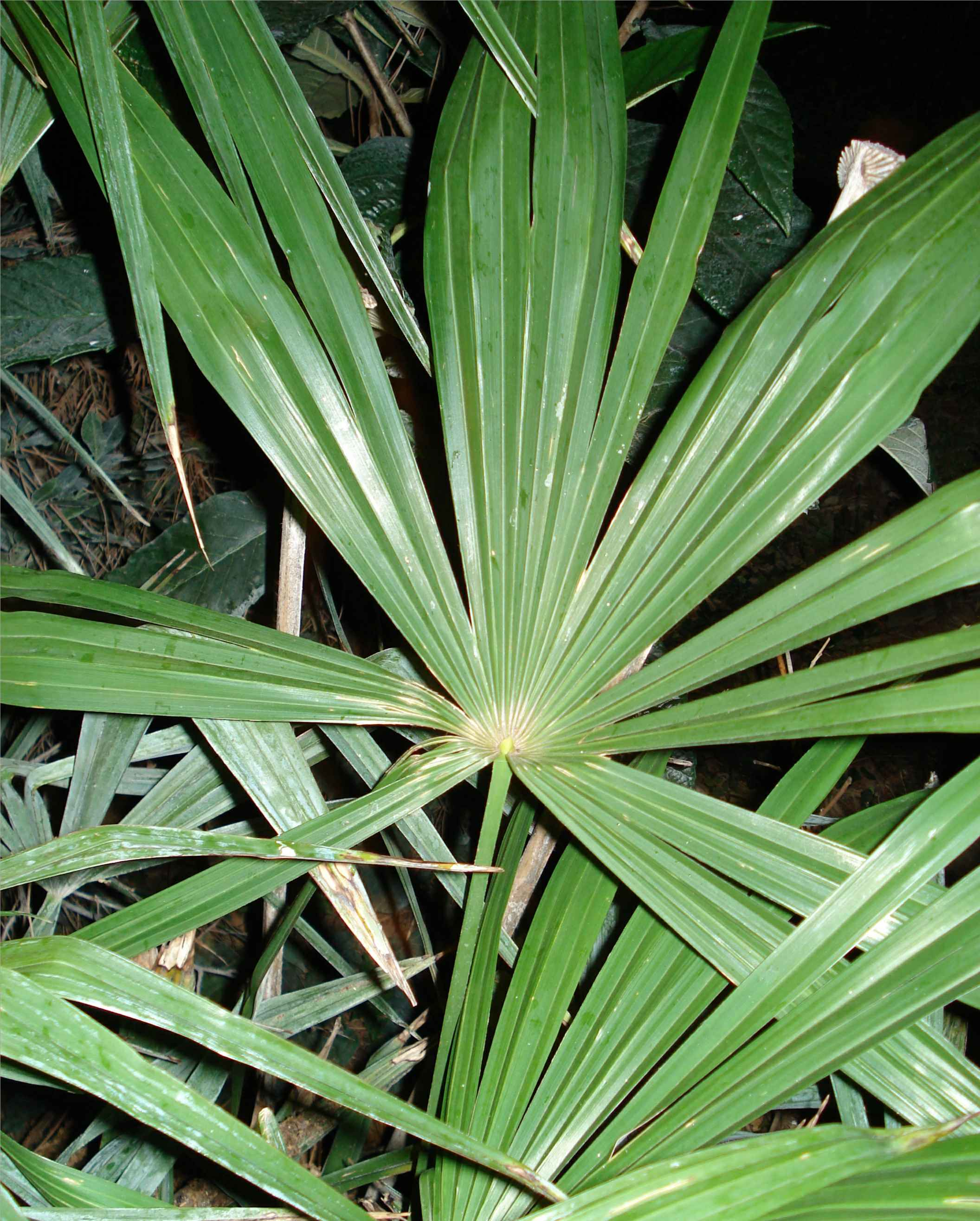
Trachycarpus : feuille palmée.

La feuille de palmier ou palme se présente sous différentes formes selon les espèces. Sur le palmier, la croissance se fait en général par un unique bourgeon terminal, qui ne se divise pas, l’axe principal ne se ramifiant donc pas, d’où l’absence de branches et un stipe qui ne se subdivise que dans de très rares cas.
Les feuilles de palmier ont une grande variété d'usages, notamment pour la couverture des toits, en vannerie et sparterie, ou comme support d'écriture. Elles sont aussi l'origine du symbole de la palme du martyre qui, dans l'iconographie chrétienne, est un attribut des apôtres dans la scène de l'entrée de Jésus à Jérusalem et est devenu depuis un symbole des martyrs.

## Structure des feuilles
Il existe quatre types principaux de forme de feuilles, :

### Palmée

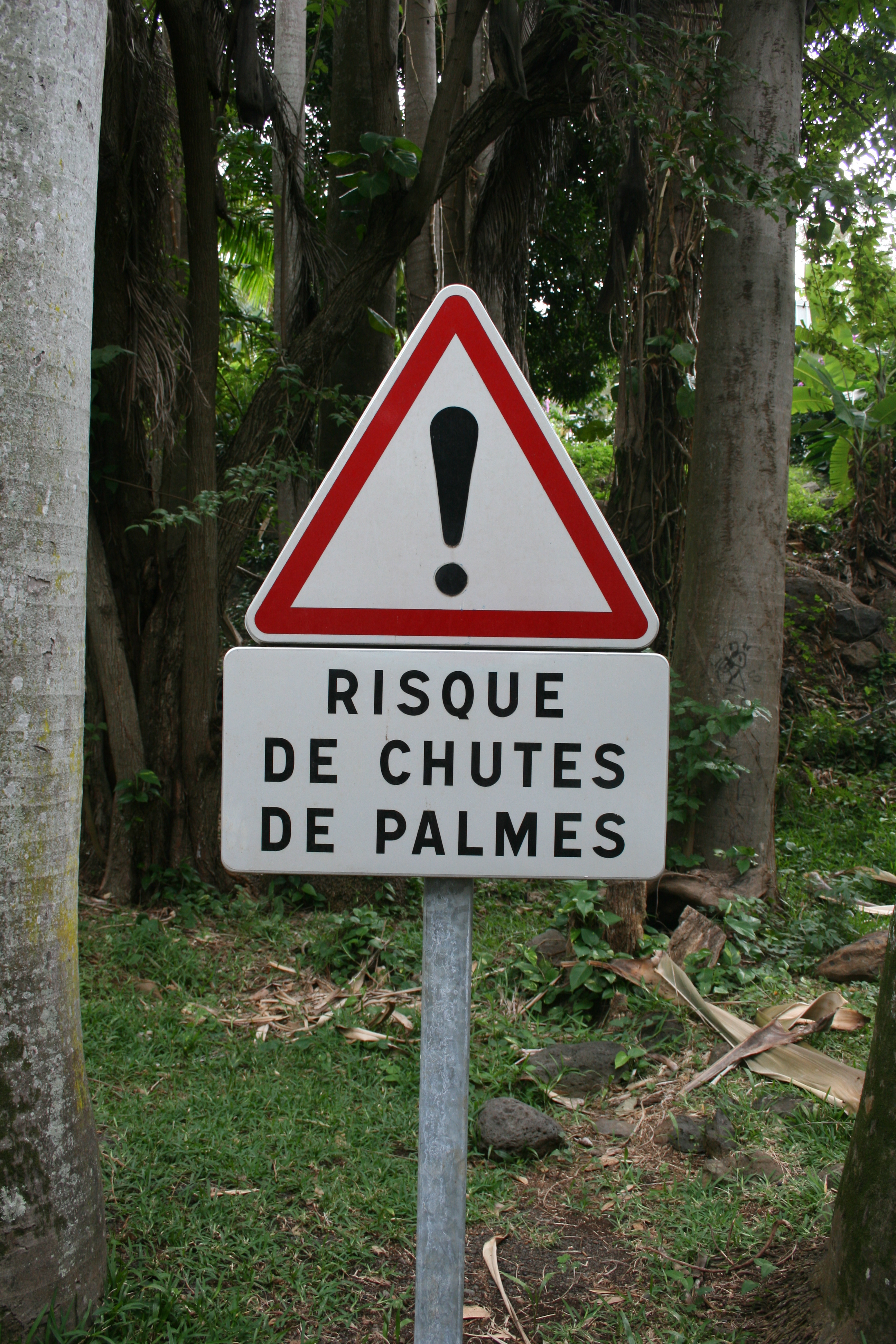
Un panneau routier annonçant un risque de chute de palmes, à Saint-Denis de La Réunion.

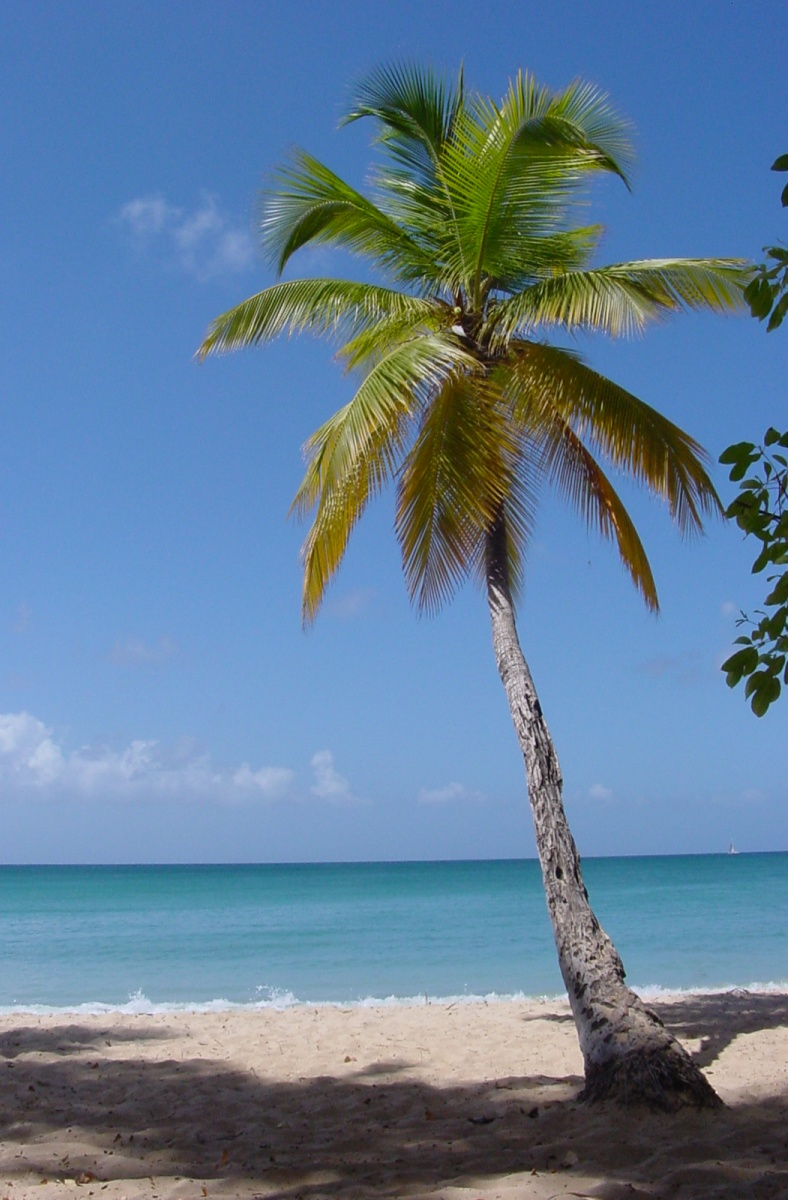
Cocotier : feuille pennée.

Les feuilles palmées sont en forme d'éventail, ou disposées comme les doigts de la main – un exemple avec les espèces du genre Trachycarpus comme le palmier de Chine. Les feuilles palmées ont un pétiole (la tige qui lie la feuille au tronc ou stipe) assez long. La partie de la feuille palmée qui se trouve à l'autre extrémité de ce pétiole s'appelle le limbe, constitué de segments plus ou moins long, liés ou non entre eux.

### Pennée
Les feuilles pennées sont en forme de plume ou de peigne. On retrouve cette forme sur Phoenix dactylifera et le cocotier entre autres. La partie centrale de la feuille se nomme le rachis , une sorte de colonne vertébrale sur laquelle s'attachent les pinnules, des folioles libres qui donnent un aspect plumeux à la feuille pennée. Ces folioles peuvent être indupliqués, en forme de V (comme chez le genre Phoenix), ou rédupliqués, en forme de V inversé ou en A (comme la plupart des autres genres, par exemple Jubaea).

### Costapalmée

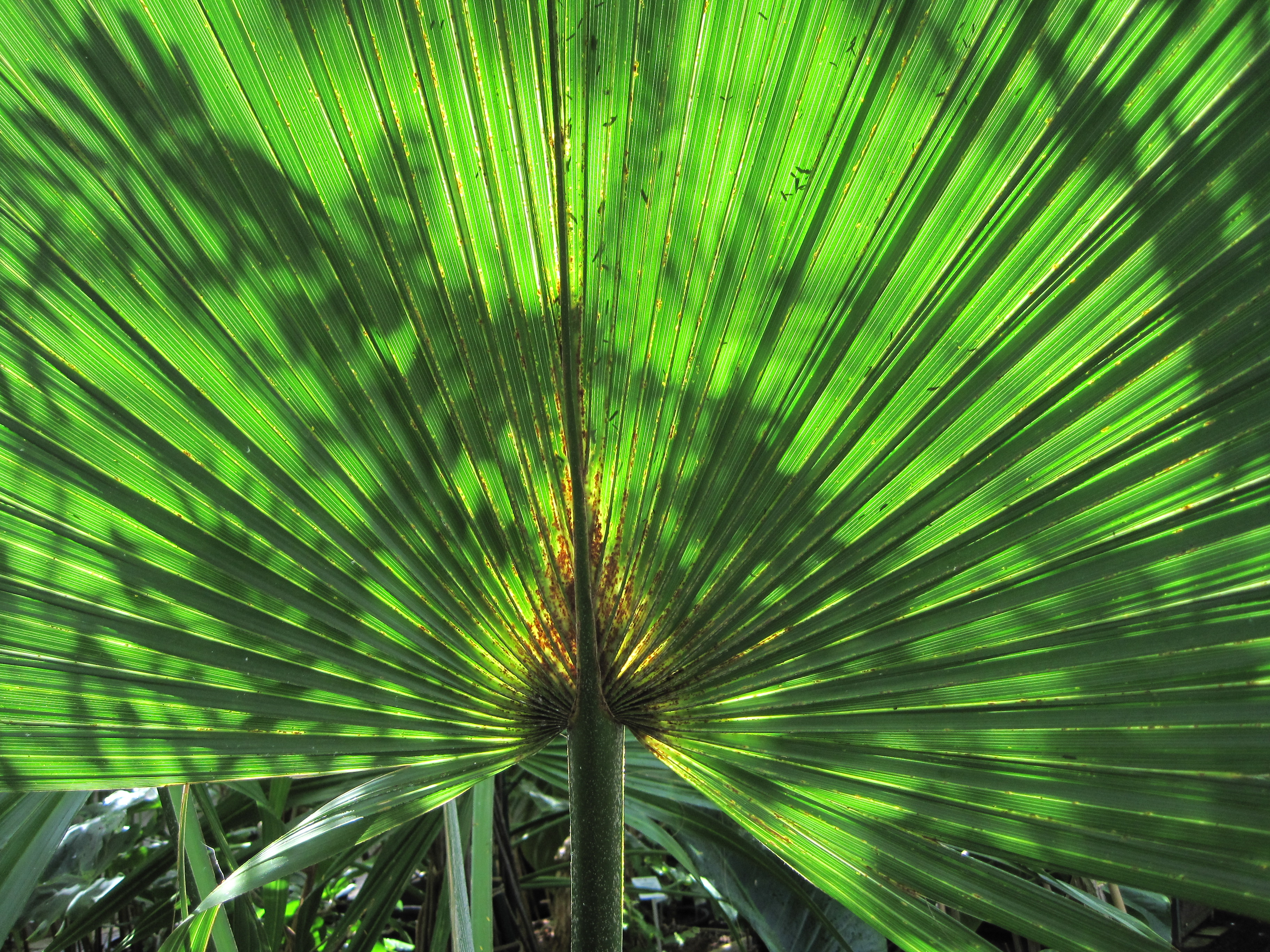
Sabal : feuille costapalmée.

Les feuilles costapalmées sont celles dont la construction est intermédiaire entre les deux types précédents, d’un aspect général en éventail. On trouve un axe central (le rachis) sur la structure. Ces feuilles habillent par exemple le genre Sabal. Elles ont une structure de feuille palmée avec un limbe assez compact, mais elles possèdent un rachis plus ou moins long, dans le prolongement du pétiole, qui sépare le limbe en deux parties. 

### Bipennée

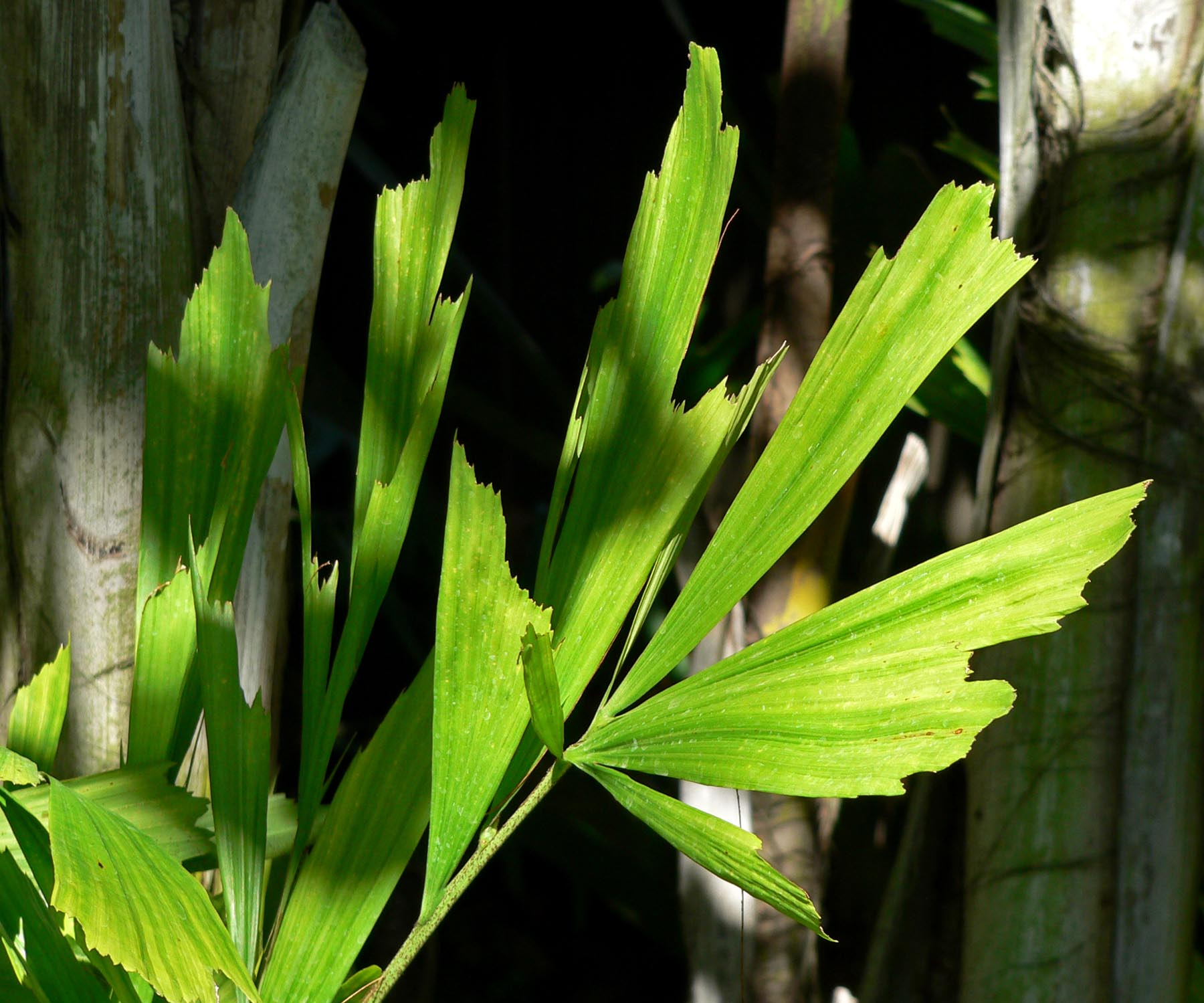
Caryota : feuille bipennée.

Les feuilles bipennées sont pennées selon l’axe principal, mais de même sur les axes secondaires. Ce type de feuilles n’existe que chez le genre Caryota. Le rachis principal comporte des rachis secondaires qui portent des pinnules, bien que l'on parle généralement de folioles, tandis que les divisions primaires directement issues du rachis principal sont des pennes. Ce type de division très fréquent chez les fougères est rare chez les palmiers et semble limité au genre Caryota.
En forme de queue de poisson, ces feuilles ont un aspect déstructuré assez particulier. Les folioles sont larges, en forme de triangle, et semblent déchirées à leurs extrémités (on dit alors prémorse). Le nom vernaculaire du genre est « palmier céleri ».

### Entière

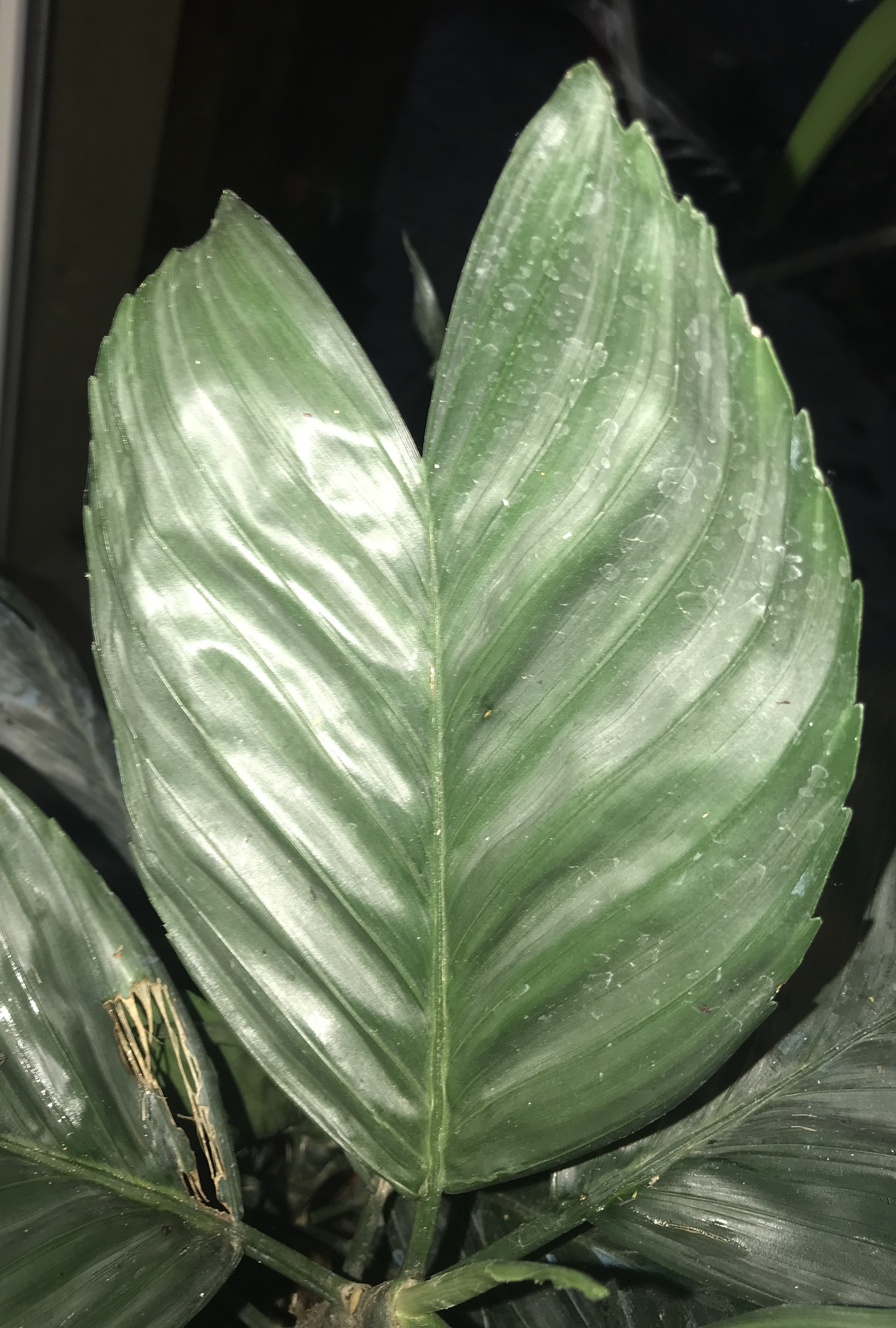
Feuille entière de Chamaedorea metallica, belle échancrure a l'apex.

Dans certains cas, le limbe foliaire peut être non découpé. Les feuilles sont alors entières, et souvent bifide (double extrémité). Ces feuilles sont aussi dites simples, non divisées à maturité, mais elles peuvent prendre l'aspect de feuilles pennées lorsqu'elles sont déchiquetées par le vent. Les feuilles de ce type sont souvent profondément échancrées à l'apex, comme sur Chamaedorea metallica ou d'autres Geonoma.

## Autres caractéristiques

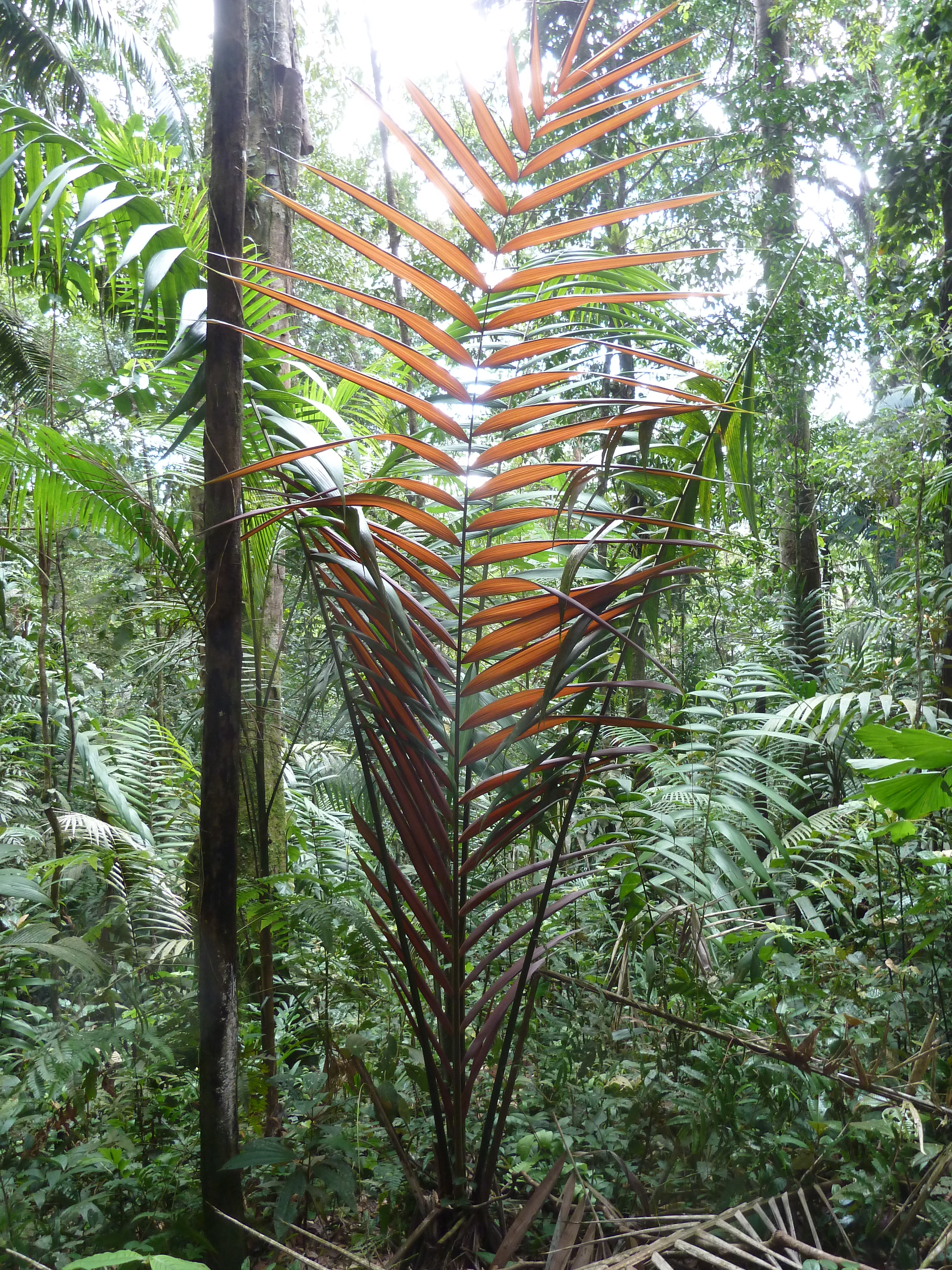
Feuille émergente de Welfia regia, pennée et d'une belle couleur rouge.

La consistance des palmes est très variée, pouvant aller d'une structure épaisse et coriace à une composition pendante et molle.
Les feuilles de palmiers sont généralement de couleur verte, certaines tendent vers un gris bleuté (dû à une couche cireuse qui recouvre la feuille pour limiter la transpiration) ; d'autres espèces plus rares, appartenant aux genres Chambeyronia , Welfia ou Latania, présentent des feuilles juvéniles de couleur rouge.